# Kumm
Kumm este o formație de rock alternativ din Cluj-Napoca, înființată în anul 1997.
De-a lungul timpului, stilul muzical al grupului a variat considerabil, de la rock progresiv cu influențe jazz și etno până la rock alternativ. Formația a trecut prin numeroase schimbări de componență, singurii membri din formula originală fiind clăparul Kovács András și chitaristul Eugen Nuțescu, cunoscut și sub numele de Oigăn.
Trupa Kumm a susținut numeroase concerte în străinătate, în țări precum Italia, Germania, Cehia și Ungaria, și a participat la festivaluri precum Pepsi Sziget, Sárvár, 4+4 Days In Motion și Peninsula.
Până în februarie 2014, Kumm a lansat șase albume de studio și opt videoclipuri.

## Istorie

### Primii ani (1997-1999)
Bazele trupei Kumm au fost puse în anul 1997 de către Kovács András și Eugen Nuțescu (Oigăn), ambii fiind componenți ale unor proiecte muzicale care între timp se desființaseră (Short Cuts, respectiv Talitha Qumi). András dorea să înființeze o trupă nouă, care să reprezinte o fuziune între jazz, rock și etno, și l-a invitat și pe Oigăn să participe la proiect. Din proiect mai făceau parte la acea vreme saxofonistul Meier Zsolt (care fusese de asemenea component Short Cuts), bateristul Pap Joco și o studentă la fotografie, Cilu, pe post de solistă. Primul demo al trupei proaspăt înființate a fost finalizat în luna decembrie a anului 1997. Multe dintre aceste piese („Listen to My Songs/Dancing on the Wires”) vor apărea pe albumul de debut al trupei (Moonsweat March), iar altele, cu forma schimbată aproape integral, vor ajunge până pe cel de-al treilea album, Angels & Clowns (cum a fost cazul cu „Red Coffee”). După înregistrarea demo-ului, Cilu s-a retras din formație.
În ianuarie 1998, formația a reînceput repetițiile, iar în februarie a fost invitată să cânte la sărbătorirea clubului Music Pub din Cluj. În perioada aceea a fost ales și numele trupei, nume bazat pe un joc de cuvinte tătară-română („kumm” înseamnă „nisip” în tătară). Primele concerte importante au fost susținute în Cluj și Timișoara (StudentFest). În septembrie a apărut o casetă demo, conținând șapte piese Kumm, intitulată Listen to My Songs (Don't Listen to My Words). Ca urmare a acestui fapt, popularitatea trupei a crescut, și, pe 4 ianuarie 1999, Kumm este invitată să cânte pentru prima dată la București în Lăptăria lui Enache. La acest concert, invitat special la voce pe un cover după Led Zeppelin a fost Daniel Radu (Byron), care avea să devină doi ani mai târziu membru oficial Kumm.
În martie 1999, după cel de-al doilea concert în Lăptărie, formația a făcut cunoștință cu Ernesto (Mr. Scarecrow) Bianchi care, după câteva întâlniri, a devenit impresarul trupei. Ulterior, grupul a primit o invitație să cânte în Ungaria la un festival de muzică alternativă la Sárvár. În acea perioadă, Kumm a întâmpinat primele schimbări de componență: în aprilie, Pap Joco s-a întors în orașul său natal, Sfântu Gheorghe, iar Meier Zsolt a fost cooptat de Harry Tavitian pentru proiectul Orient Express, astfel încât Kumm cântă la StudentFest în Timișoara numai cu Oigăn și Kovács pe scenă.
Joco și Meier au fost înlocuiți temporar de Csergö Dominic (Domi), respectiv de Petö Zoltán (Zoli). Domi îi cunoștea pe Oigăn și pe Kovács de la cursurile de jazz pe care le urmaseră împreună, iar Zoli era component al ansamblului Gaio din Cluj, a căror sală de repetiții fusese folosită de Kumm în unele rânduri. Concertul în Ungaria avea să fie susținut în această formulă, Domi urmând să fie apoi desemnat bateristul oficial al formației, înlocuindu-l definitiv pe Joco.
Către sfârșitul anului, trupa a început discuțiile cu casa de discuri Soft Records, care era interesată de producția albumului de debut.

### Moonsweat March(2000-2002)

Coperta compilației „Șapte seri”, lansată în 2001, ce include piesa cu același nume a formației Kumm

În februarie 2000, Kumm a intrat în studioul Glas Transilvan din Cluj pentru înregistrarea albumului de debut, Moonsweat March, înregistrare care va dura trei săptămâni. Pe album vor apărea ca invitați Janitsek Bori la violoncel și Mákkai David la contrabas După înregistrări, Meier Zsolt a părăsit trupa, fiind înlocuit de Petö Zoltán, care a devenit astfel membru permanent al formației. Datorită dezavantajului pe care îl reprezenta faptul că Oigăn cânta și la chitară și la bas, Kumm vor mai coopta un component înainte de lansarea albumului, pe basistul Keresztes Levente.
Albumul, care conține zece piese și o melodie bonus („Ce și cum”), a fost lansat oficial în aprilie. Avea să primească premiul pentru cel mai bun debut al anului 2000 din partea revistei Musical Report și să fie nominalizat la secția „Cel mai bun album alternativ” la Premiile industriei muzicale românești. În vară, trupa a fost invitată la mai multe festivaluri (printre care Sárvár, în Ungaria) iar în toamnă, participă la festivalul Posada Rock. Aici avea să se filmeze de către postul TVR 2 și videoclipul singurei piese în limba română de pe album, „Ce și cum”. Tot în toamnă, formația a primit o invitație la un festival din Praga.
În martie 2001, Kumm a compus o piesă nouă în limba română, care avea să fie inclusă pe o compilație (lansată ulterior în iunie), împreună cu alte piese ale mai multor formații românești de rock alternativ, precum Nightlosers, Luna Amară sau Implant pentru Refuz. Piesa se numea „Șapte seri” și a fost înregistrată împreună cu o variantă nouă la „Marty”, a patra piesă de pe albumul de debut. Melodia a fost totodată și subiectul celui de-al doilea clip al trupei, care va ajunge în top zece la MCM România.
Kovács și Oigăn au format între timp, împreună cu Dan Byron (voce și flaut) proiectul Naked Lunch, proiect care avea să reînvie periodic pentru câteva concerte în diverse cluburi. Erau interpretate mai ales cover-uri (de la Led Zeppelin până la Björk), dar și piese ale „trupei mamă”, Kumm. Tot acum au început primele colaborări cu teatrul. Kovács a compus și a cântat live muzica pentru spectacolul „Ithaca Dream”, iar în septembrie toată trupa apare alături de actrița Ramona Dumitrean în spectacolul-concert „Apocalipsa dupa Martha”, produs de Centrul Cultural Francez Cluj. În noiembrie, Byron a fost cooptat solist vocal. Prima sa apariție pe scenă alături de Kumm avea să se producă în decembrie. După ce Byron și Oigăn au compus muzica pentru scurt-metrajul „After leaving” în regia lui C. Cârcu, formația a intrat în studio în februarie 2002, pentru a înregistra al doilea album.

### Confuzz(2002-2003)
Una peste alta, la sfârșitul lui martie aveam albumul gata și nicio idee de titlu. Am stat la povești o grămadă despre asta, iar până la urmă s-a ales Confuzz pentru că așa ne simțeam și în privința titlului, și în privința albumului fracturat în două părți foarte diferite între ele. Coperta e la fel de confuză, nu înseamnă nimic, dar arată interesant. De altfel Szaki, autorul ei (care mai târziu a făcut și clipul pentru „1000 de chipuri”), a fost întrebat la conferința de presă ce reprezintă și n-a știut ce să spună. 
Cel de-al doilea album al formației, Confuzz, a fost lansat în iunie 2002, fiind promovat mai întâi prin concerte în cluburi iar apoi la mai multe festivaluri: la Cluj (Zilele Clujului), București (Fête de la Musique) și Budapesta (Pepsi Sziget).
Spre deosebire de primul album, cele mai multe piese de pe Confuzz sunt în limba română. Stilul muzical al formației s-a îndreptat spre rock alternativ, combinat cu etno și momente psihedelice de improvizație. Pe album au apărut ca invitați Andrei Oloieri (acordeon) și Florin Romașcu (percuție). În același timp, patru membri ai trupei (Csergö Dominic, Petö Zoltán, Oigăn și Byron) au compus muzica și au jucat în spectacolul „Pâine, orbi și saxofoane”. În toamna anului 2002 s-a filmat al treilea videoclip, la piesa „1000 de chipuri”, în regia lui Szakáts István avându-l ca invitat pe actorul Sebastian Marina.
Primele luni are anului 2003 aveau să îi găsească pe unii din membrii trupei implicați în alte proiecte. Kovács a scris din nou muzică de teatru și a fost invitat să cânte pe primul album al trupei Luna Amară , Asfalt ( pe piesa „Roșu aprins”), în timp ce Byron și Domi au început proiectul Urma alături de Mani Gutău, înregistrând și un album numit Nomad Rhymes.
Din primăvară, casa de discuri franceză Musea Records a preluat pentru distribuție internațională cele două albume de studio ale formației. În aprilie, Kumm a participat la Festivalul Iuliu Merca, ocazie cu care a făcut primul cover după o piesă românească („Râul” a celor de la Semnal M). Ulterior vor urma mai multe concerte la diverse festivaluri din Pitești, Cluj și Târgu Mureș. În toamnă, trupa a fost preluată de casa de discuri italiană Cramps Records, în scopul promovării și distribuției la nivel mondial.
Ulterior, saxofonistul Petö Zoltán s-a retras definitiv din formație, și a fost înlocuit de Mihai Iordache (ex-Sarmalele Reci, ex-Timpuri Noi). Bateristul Csergö Dominic s-a retras și el pentru o perioadă, fiind înlocuit temporar de Lorant Antal. În această formulă, trupa a intrat în studio și a înregistrat cinci piese în limba engleză, dintre care patru vor fi incluse pe EP-ul Yellow Fever, care avea să fie lansat pe 5 decembrie 2003 la Sala Palatului, în București. În aceeași perioadă, s-a filmat cel de-al patrulea videoclip Kumm, la piesa „Butterflies”.

### Angels & Clownsși plecarea lui Byron (2004-2005)

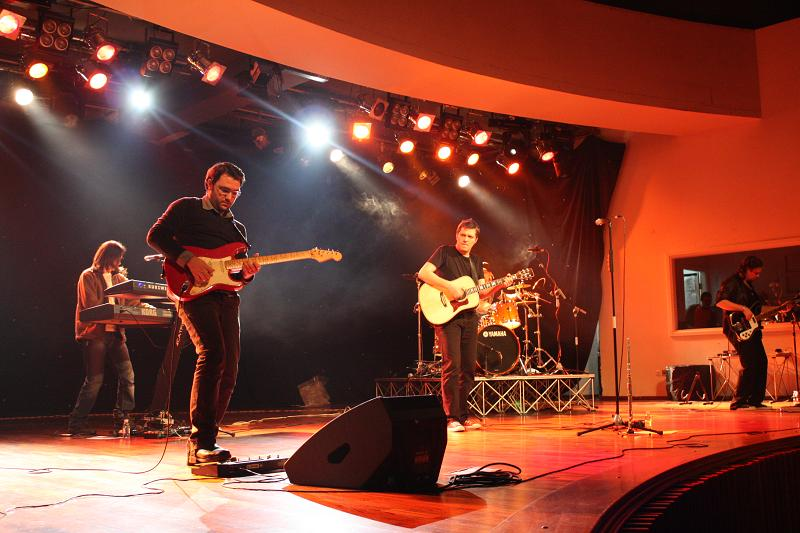
Dan Byron (mijloc), solist Kumm între 2001 și 2005, în concert cu formația lui, byron.

În primele două luni ale anului 2004, a fost finalizat materialul pentru cel de-al treilea album de studio, Angels & Clowns. Împreună cu casa de discuri italiană s-a stabilit reînregistrarea a două piese mai vechi pentru publicul internațional („1000 de chipuri”, care avea să fie înregistrată în italiană și engleză, respectiv „Dictionary”). Componenții Kumm au petrecut luna martie în studio, înregistrând, pe lângă piesele noi, și mult mai vechea „Red Coffee”, care apăruse pe primul demo înregistrat de către formație. „Angels & Clowns” este piesa care va da titlul albumului; ea va fi, de asemenea, prima piesă Kumm care va ocupa locul 1 într-un top. Pe album au fost invitați Urszui Kalman la acordeon și vioară, Bondor Robert la tablă și, pentru prima oară, un cvartet de corzi.
În vară a avut loc primul turneu al formației în Italia. La festivalul Gondola d'Oro de la Veneția, piesa „Mille Facce” (varianta italiană a piesei „1000 de chipuri”) a obținut premiul pentru cea mai bună piesă rock. La întoarcerea în țară, basistul trupei, Keresztes Levente, și-a anunțat retragerea din muzică în favoarea arhitecturii, astfel încât la cea de-a doua ediție a festivalului Stufstock, trupa a apărut pentru prima oară pe scenă cu noul basist, Uțu Pascu (Blazzaj/BAU). În noua formulă, grupul a plecat din nou în Italia, pentru trei săptămâni.
În februarie 2005, cel de-al treilea album al trupei, Angels & Clowns, a fost lansat în mod oficial, mai întâi în București, apoi în mai multe orașe din țară. În primăvară, membrii trupei au susținut primul mini-turneu de patru concerte în Germania, ocazie cu care au făcut cunoștință cu Anja Strub, care avea să le devină impresar în străinătate.
După ce a participat la mai multe festivaluri din țară (Peninsula, Stufstock), formația a susținut încă un concert in Germania, care avea să fie ultimul alături de solistul vocal Byron, acesta părăsind formația în luna septembrie. Membrii formației s-au împărțit între tentativa de a găsi un nou solist, compunerea pieselor pentru viitorul album și propriile proiecte; Kovács și Iordache au cântat alături de Luna Amară (ultimul chiar a apărut ca invitat pe albumul Loc lipsă, piesa „Din valuri ard”). Iordache a susținut și concerte cu grupul său de jazz în care i-a cooptat și pe Oigăn și Uțu Pascu, iar Csergö Dominic a lansat alături de Urma albumul Anger as a Gift.
În luna noiembrie, Kumm a început repetițiile cu Cătălin Mocan, actor și solist vocal al trupei Persona din Timișoara. Mocan a fost confirmat în mod oficial drept noul solist în ianuarie 2006.

### Different Partiesși zece ani de Kumm (2006-2009)

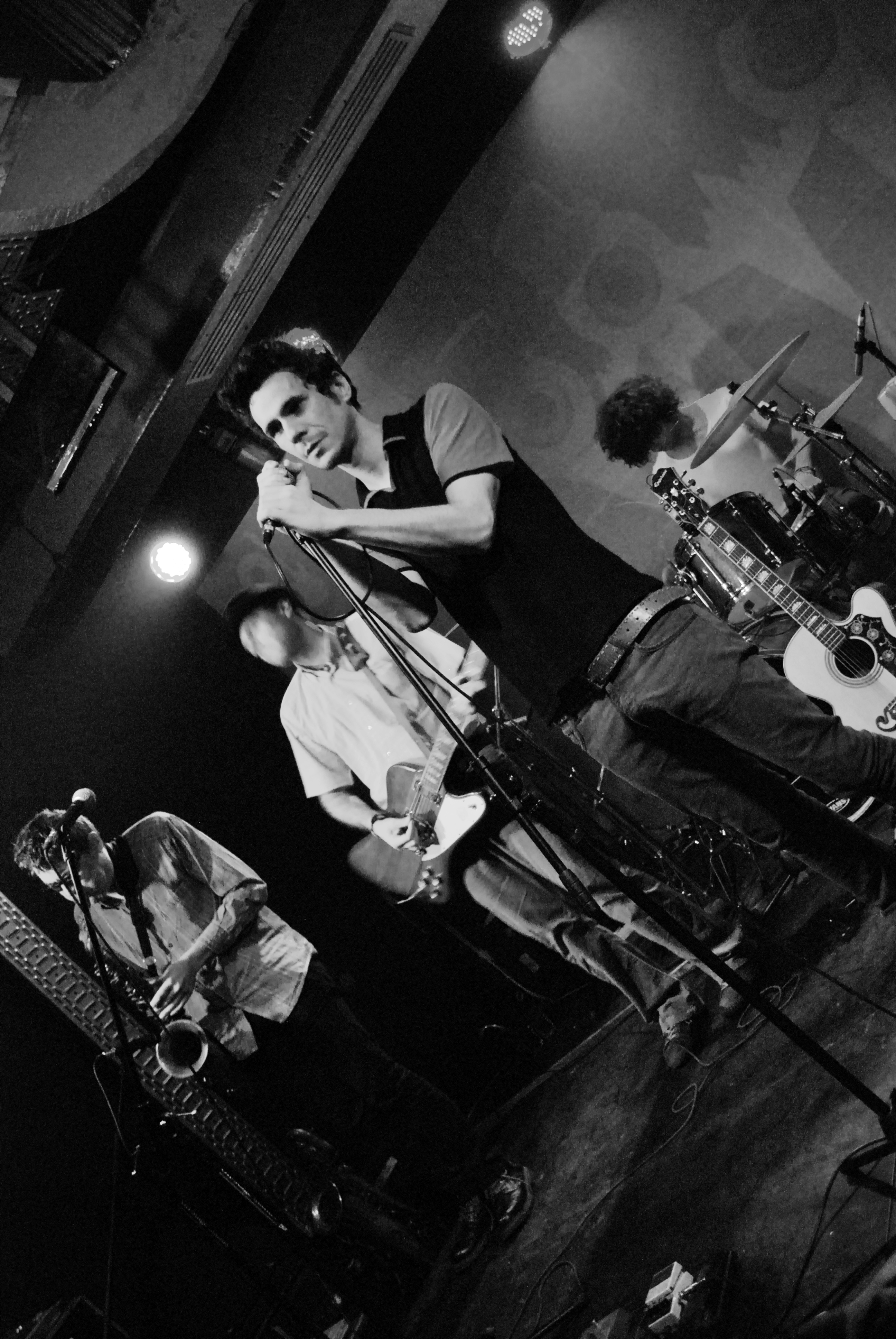
Cătălin Mocan (aici în timpul unui concert Kumm din 2010), a fost confirmat oficial drept noul solist Kumm în ianuarie 2006.

La sfârșitul lunii ianuarie 2006 au avut loc primele concerte Kumm în noua formulă. Trupa avea să intre ulterior în studio și să înregistreze în martie și aprilie cel de-al patrulea album de studio, Different Parties. Pe album apar ca invitați Meda ( voce pe „Evil Eye” și „Different Parties”) și chitaristul de jazz Sorin Romanescu („Blue Screens & X–Rays” și „One For Each Day”). Different Parties avea să fie considerat drept cel mai îndrăzneț album al trupei de până atunci din punct de vedere instrumental.
Înainte de lansarea albumului, Kumm a plecat în cel de-al doilea turneu în Germania, care a durat trei săptămâni și a avut zece concerte - ultimele trei fiind susținute la Berlin. Întorși în țară, membrii formației au realizat un miniturneu de vest (Timișoara, Arad, Oradea) și au lansat Different Parties pe 2 iunie în București.
În luna martie 2007, după o serie de concerte susținute în țară, membrii trupei au început cel de-al treilea turneu în Germania, care a durat trei săptămâni și în cadrul căruia au cântat în orașe precum Berlin, Stuttgart, Ulm, Karlsruhe, Freiburg. După acest turneu, formația a continuat concertele din cluburile din țară și a participat în vara anului 2007 la numeroase festivaluri (Fête de la Musique, Rock'n'Coke Festival, Festivalul Școala Ardeleană, Cramps Festival, Peninsula).
Pe 29 octombrie 2007, Kumm a sărbătorit împlinirea a zece ani de la înființare, în cadrul evenimentului KUMM -  10 ani și 1000 de Chipuri, printr-un concert susținut la Opera Română, avându-i drept invitați pe Luna Amară, Timpuri Noi, ZOB, Travka, Ada Milea și The MOOoD. Fiecare trupă a interpretat câte o piesă din repertoriul propriu și o piesă Kumm. La eveniment au fost prezenți și foștii membri ai formației. Cu această ocazie, a fost lansat box setul Lo-Fi Poetry, ce conținea piese, fotografii și înregistrări inedite din cei zece ani de activitate muzicală Kumm.
În decembrie 2007, basistul Uțu Pascu a părăsit formația, fiind înlocuit în ianuarie 2008 de Sorin Erhan (Firma, Urma).
Pe 16 august 2008, Kumm a concertat în cadrul festivalului Sziget de la Budapesta, Ungaria, fiind singura trupă românească invitată. A fost cea de-a doua participare la Sziget, după cea din 2002.
Pe 6 martie, Oigăn a lansat primul său album solo, și, după propriile spuse, și ultimul, intitulat Sex with Onions. Concertul a avut loc în Silver Church și i-a avut ca invitați pe colegii din Kumm, Mihai Iordache și Csergö Dominic, pe Alexei „Alioșa” Țurcan (Travka), pe Andrei Filip (Timpuri Noi, L'Orchestre de Roche, The Mono Jacks, RedRum) și pe Forrest (ZOB). Albumul a beneficiat de recenzii în majoritate pozitive.
Pe 12 martie 2009, Kumm a primit premiul revistei Actualitatea Muzicală a Uniunii Compozitorilor și Muzicologilor din România, pentru secțiunea rock, pentru anul 2008.
Pe data de 30 mai 2009, s-a anunțat oficial plecarea bateristului Csergö Dominic și înlocuirea sa cu Paul Ballo (Go to Berlin, The Amsterdams). Referitor la cooptarea lui Ballo, Oigăn povestea:

„Ne-am făcut o listă cu tobari care ne plăceau, l-am văzut la un concert, iar prin filiera mafiotică din scena muzicală românească, în care toți se cunosc cu toți, am făcut rost de numărul lui de telefon, ne-am dat întâlnire într-un bar, a venit la o probă și l-am ales pentru că bate foarte bine și e foarte simpatic.”

### Far from Telescopes(2009-2011)

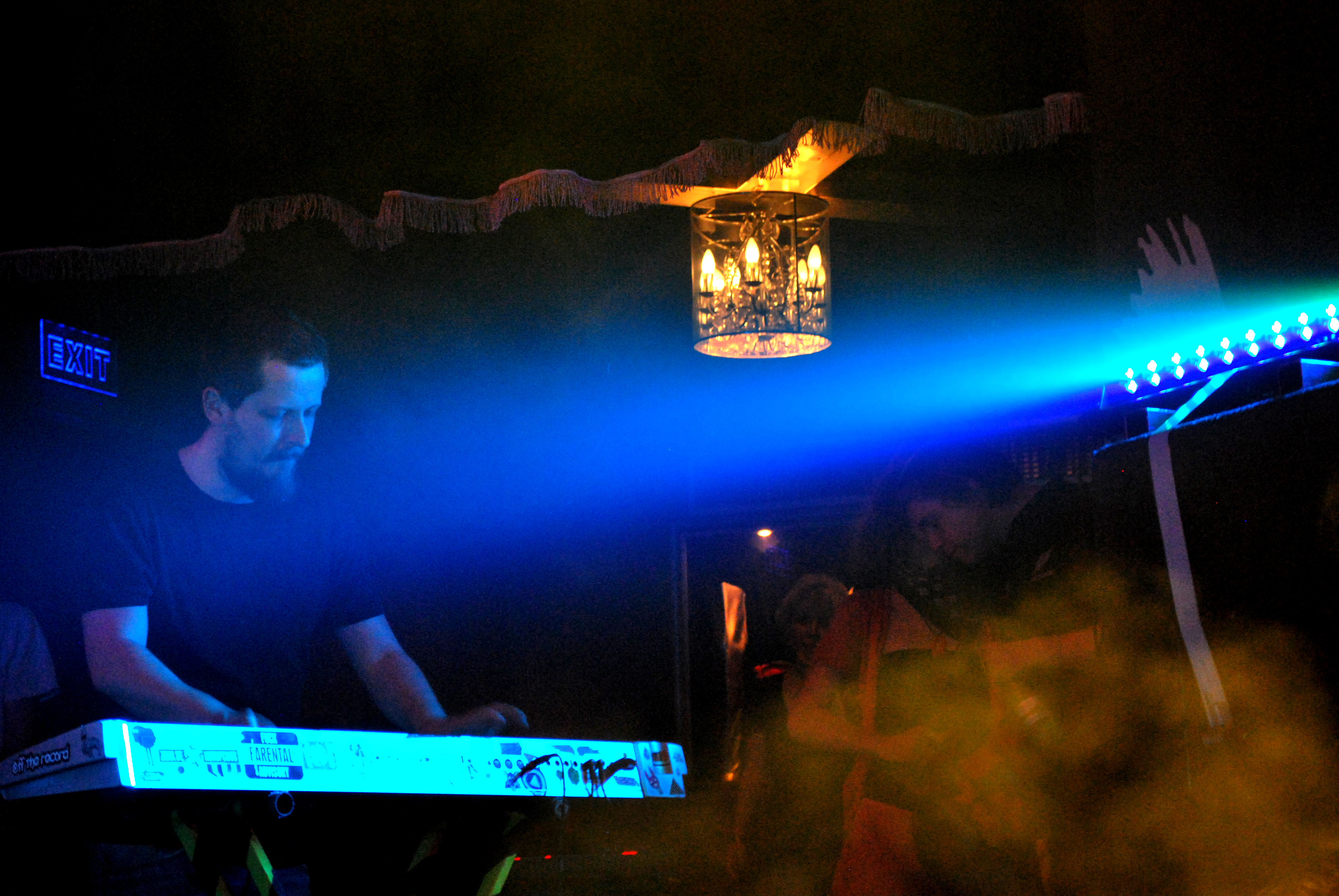
Kovács András la lansarea oficială a videoclipului pentru piesa „Pop Song” de pe albumul Far from Telescopes al formației Kumm, în Silver Church, București.

Pe 14 august 2009, Kumm a lansat videoclipul la piesa „Morsa” (varianta în limba română a piesei „Man in a Can” de pe cel de-al cincilea album de studio). Videoclipul a fost proiectat in timpul concertului pe care trupa l-a susținut în clubul El Grande Comandante din București.
Lansarea oficială a albumului Far from Telescopes a avut loc pe 30 octombrie 2009, în clubul Silver Church din București, și a fost precedată de o conferință de presă ce a avut loc pe 22 octombrie, la Clubul Țăranului Român. Albumul a fost lansat și la Timișoara pe 5 noiembrie, respectiv la Cluj pe 6 noiembrie 2009.
Far from Telescopes este produs sub licență proprie. Înregistrările au fost făcute în studioul Vița de Vie, avându-l ca inginer de sunet pe Gabi „Pipai” Andrieș și au fost masterizate în studioul Mastervargas, New York. Albumul a fost lansat și pe iTunes pe data de 11 ianuarie 2010.
Ne-am chinuit cel mai mult să găsim un nume de album. Am încălcat o mulțime de deadline-uri, era să nu intre discul în producție și nu am putut să cădem de acord asupra unui nume. Într-un final, chiar când cântam una dintre piesele lo-fi, Cătălin a cântat versul respectiv și toți am simțit că asta descrie atât partea serioasă, cât și partea mai jucăușă a discului. 
Pe album apare ca invitată Rozie, o bună prietenă de-a trupei, pe piesa „Pink Baloon”. O altă colaborare este cea cu corul de copii Meloritm, la piesa „Fishing in the Swimming Pool”; de asemenea, vocea lui Byron, fostul solist al trupei, apare pe „Mister Superman”. Printre piese sunt strecurate și câteva înregistrări lo-fi, mai precis la începutul și la sfârșitul albumului, și la jumătate (piesa „Bad Day”). Inserarea acestor părți a fost ideea solistului Cătălin Mocan. „Sunt înregistrate chiar într-o bucătărie.” mărturisea acesta cu ocazia lansării albumului. „Noi suntem foarte abulici, ne contrazicem foarte mult între noi și am avut destul de multe piese din care a trebuit să alegem. Eu aveam o mică părere de rău după anumite piese la care s-a renunțat. Atunci am venit cu ideea asta de lo-fi, cu care i-am păcălit pe colegi ca să pună pe disc și piesele care îmi plăceau mie. Așa a intrat pe disc piesa «Bad Day».”
Recenziile primite au fost în general pozitive, un critic denumind albumul „poate cel mai matur și mai profesionist album Kumm”. Prima piesă promovată de pe album a fost „Pop Song”, care a ajuns în decembrie pe locul 1 în Top Show la Radio Guerrilla.
La începutul anului 2010, formația a trecut printr-o nouă schimbare de componență. Pe 17 februarie a fost anunțată înlocuirea lui Sorin Erhan cu Alexandru Miu (Go to Berlin).
Tot în februarie, Paul Ballo a lansat prima piesă a proiectului său solo, Hot Casandra, intitulată „Chroma” (care a fost urmată pe parcursul anului de alte câteva piese). Stilul muzical abordat este diferit de cel abordat de Kumm, mergând spre electronic și ambiental.
În martie a început promovarea piesei „Police” la radio, aceasta intrând direct pe locul 7 în Top Show la Radio Guerrilla și atingând locul 1 la două săptămâni după.
În luna aprilie, Paul Ballo și fostul său coleg din Go to Berlin, Matei Țeposu, au constituit un alt proiect electronic, intitulat Trouble Is, cu care au lansat și o piesă, „Cold Machine”.
Pe data de 22 aprilie 2010, Kumm a lansat oficial videoclipul piesei „Pop Song”, printr-un concert susținut în clubul Silver Church din București.

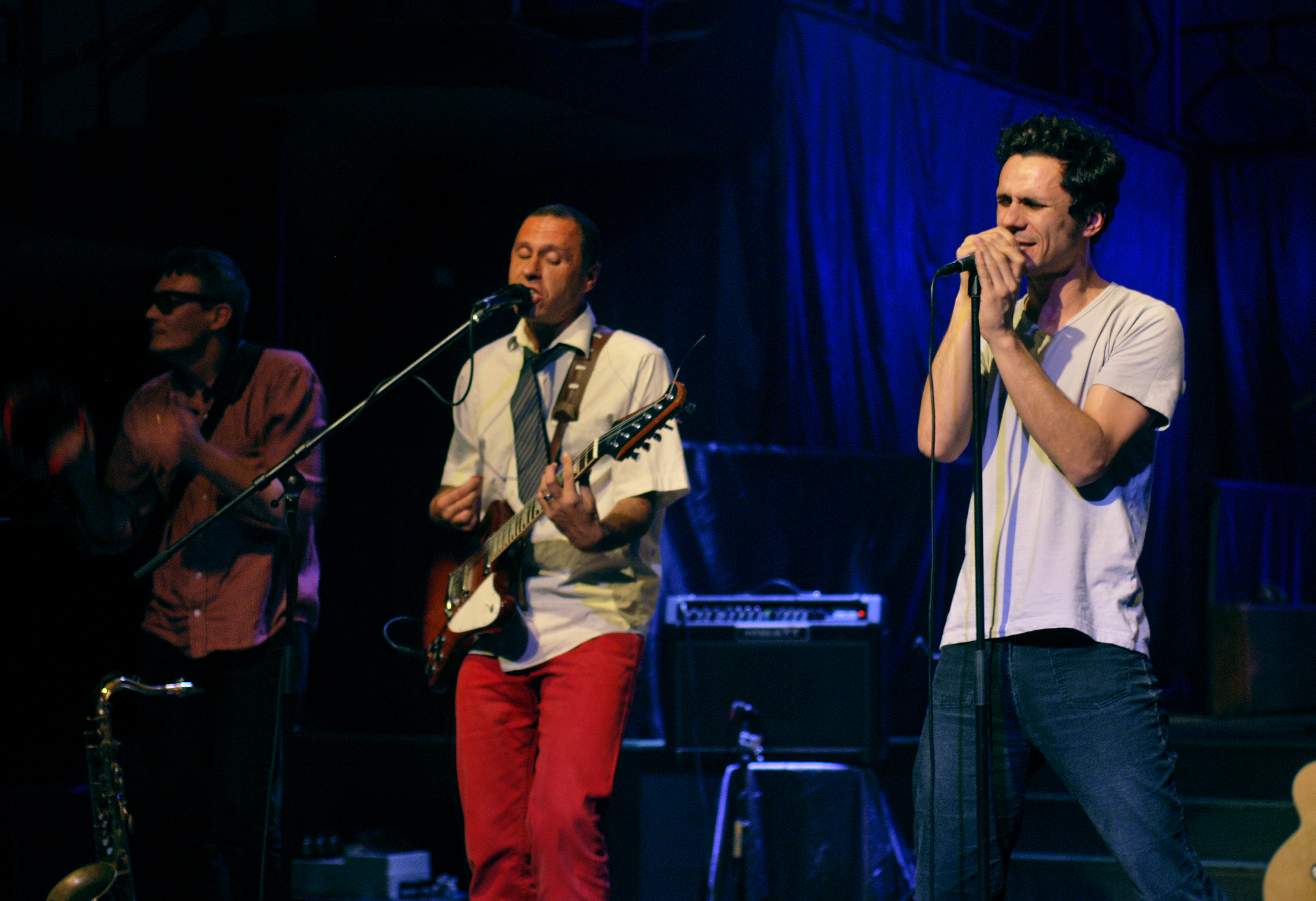
Kumm în concert la Club Jukebox, București, septembrie 2010. De la stânga la dreapta: Mihai Iordache, Oigăn, Cătălin Mocan.

Pe 25 septembrie, Paul Ballo a anunțat pe pagina sa de Facebook că formația Kumm a renunțat la serviciile sale. Această știre a fost confirmată în mod indirect de către formație pe 27 septembrie, data lansării noului site Kumm. Pe site componența trupei apărea modificată, John Ciurea (ex-văduvaBOB, ex-Tep Zepi) fiind trecut ca toboșar. A doua zi, pe data de 28 septembrie, Kumm a anunțat schimbarea și pe paginile de Facebook și Twitter. Primul concert alături de noul baterist a avut loc în Lăptăria lui Enache, pe data de 2 octombrie.
Într-un interviu din 5 octombrie, Ballo a explicat situația mai pe larg, specificând că știa că la un moment dat este posibil să părăsească trupa, dar că nu se aștepta să se întâmple atât de curând, și că a fost luat prin surprindere de decizia colegilor. Un posibil motiv citat de el în ceea ce privește despărțirea era implicarea sa în alte proiecte, care îi făcea pe colegii de trupă să considere că nu se dedică suficient de mult formației. Fostul component a spus că a avut impresia că trupa stagna într-o oarecare măsură din punct de vedere muzical, adăugând „Nu am avut timp să mă și implic în producție sau în sound-ul meu de tobe. De asta mă plângeam și lor, pentru că nu am fost total mulțumit de sound-ul efectiv de tobe, iar ei nu [erau] de acord cu asta.” În același interviu, Paul Ballo a vorbit și despre proiectele sale muzicale, precizând că urmează să lanseze un videoclip cu Trouble Is și că își va reîncepe activitatea în Go to Berlin. Formația Kumm nu a oferit o explicație oficială pentru despărțirea de Ballo.
În decembrie 2010 piesa „Beautiful Country” a început să fie difuzată la Radio Guerrilla, intrând direct pe locul 1 în Top Show.
Pe data de 15 martie 2011, Kumm a anunțat pe pagina de Facebook revenirea lui Uțu Pascu pe postul de basist, acesta înlocuindu-l pe Alexandru Miu, ce se alăturase formației în februarie 2010.

### Cincisprezece ani de Kumm, plecarea lui Cătălin Mocan șiA Mysterious Place Called Somewhere(2011-2014)

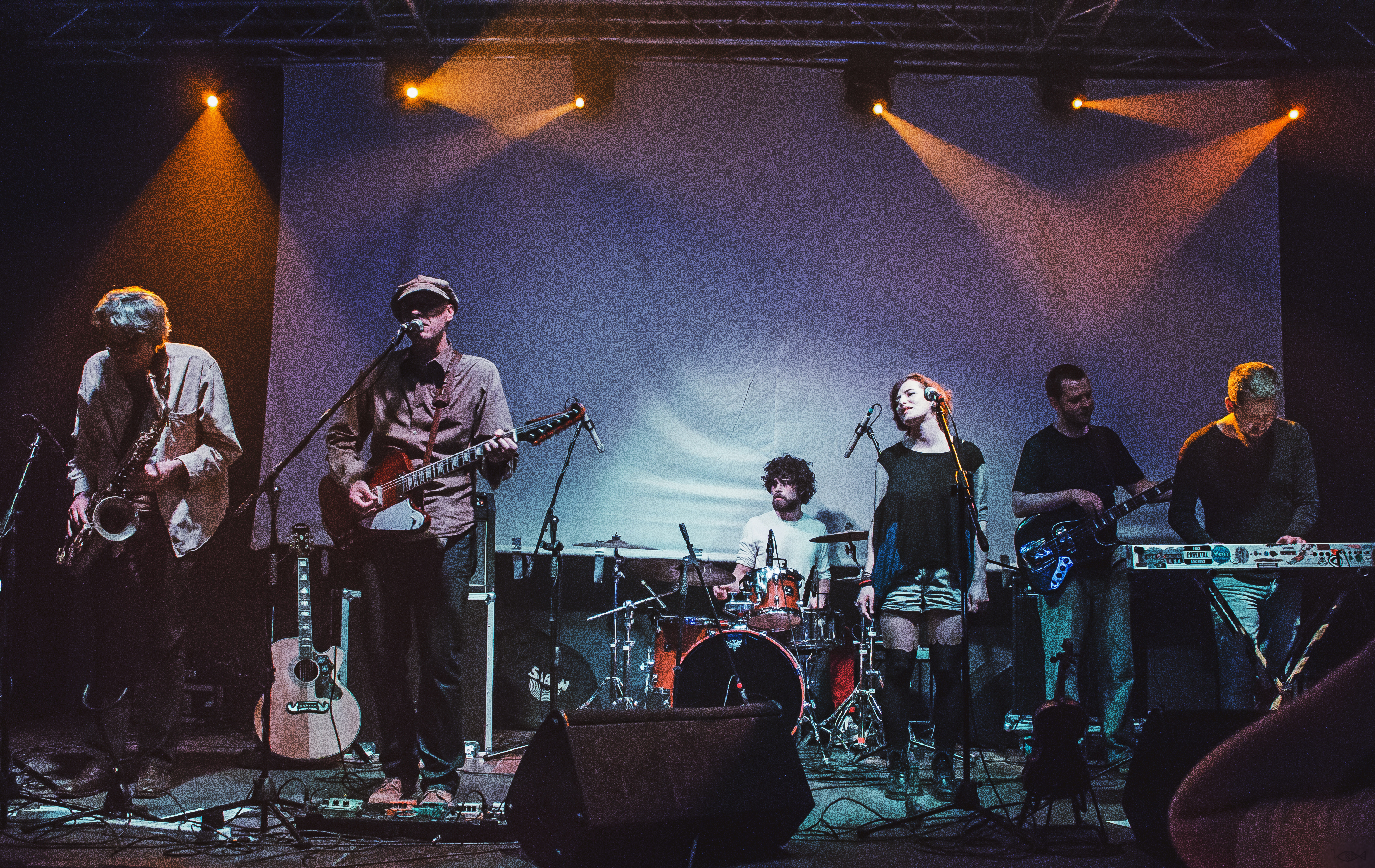
Kumm în concert la Colectiv, martie 2014. De la stânga la dreapta: Mihai Iordache, Oigăn, John Ciurea, Ana-Cristina Leonte, Uțu Pascu, Kovács András.

Pe 3 iunie 2011, în cadrul unui concert de la Clubul Țăranului Român, formația a interpretat o nouă piesă, „Foul Play”, care a fost ulterior difuzată în premieră pe Radio Guerrilla, în data de 7 iunie. Melodia a fost lansată pe internet, ca download gratuit, fanii care trimiseseră email pe adresa formației având posibilitatea să o descarce chiar în seara concertului.
În luna octombrie a aceluiași an, formația a plecat într-un turneu în Germania și Elveția, turneu ce a cuprins unsprezece concerte în localități diferite. În noiembrie, Kumm a lansat un nou single, „Eskimo”, care a fost precedat de o campanie de promovare, „WHERE DO BROKEN HEARTS GO? By KUMM”. Campania a debutat cu un concurs, fanii având șansa să câștige un premiu special dacă trimiteau răspunsul la întrebarea „Where do broken hearts go?” pe adresa de email a formației și a continuat cu un turneu național.
Anul 2012 a reprezentat pentru Kumm împlinirea a 15 ani de activitate, sărbătoriți prin turneul național „Kumm 15 ani”. Turneul a debutat cu două concerte, în Cluj (Flying Circus Pub, 19 octombrie), respectiv București (Silver Church, 1 noiembrie). Concertul din Cluj i-a avut ca invitați pe foștii membri Dan Byron și Csergö Dominic, deschiderea fiind asigurată de formația byron. Pe scena din București au mai urcat, în afară de cei menționați, Mani Gutău de la Urma și Artanu'.
Pe data de 22 ianuarie 2013, formația a anunțat pe pagina de Facebook plecarea solistului Cătălin Mocan și continuarea activității trupei în formulă de cinci, cu Oigăn preluând rolul de solist principal. Kumm a confirmat de asemenea lucrul la cel de-al șaselea album de studio, programat inițial pentru lansare undeva în cursul anului. Primul concert în noua formulă a avut loc la Flying Circus Pub, în Cluj, pe 1 februarie; formația a avut-o invitată pe Călina Curticăpean la voce, colaborare care a mai durat o perioadă.
Pe 17 mai, Kumm a lansat un videoclip pentru piesa „Să nu spui nimănui”, videoclip care a fost produs de Kovács András. Cântecul a fost înregistrat cu Călina Curticăpean ca invitată la voce, fiind prima melodie în limba română a formației de la „Morsa”.
S-a născut (tehnic vorbind) dintr-un maldăr de peste o sută de proiecte în diferite stadii de dezvoltare. Prin luptă crâncenă, darwinism și pseudodemocrație, am ales acele piese care transmiteau cel mai mult și le-am adunat sub ideea căutării lumilor mai bune – exterioare sau interioare –, care sunt (cum spune, nu tocmai pe față, titlul) peste tot și nicăieri. Cântăm despre locuri, momente, senzații, evadări, așteptări și, nu în ultimul rând, despre dragostea, în toate felurile, cu fete frumoase. Muzical, ne-am inspirat câte puțin din aproape tot ce există în faimoasa cultură pop-rock, de 50 și ceva de ani. Ca de obicei, la noi predomină filonul nostalgico-psihedelic, cel puțin ca punct de pornire pentru dezbateri sonore mai violente. 
În vara anului 2013, muziciana de jazz Ana-Cristina Leonte a început colaborarea cu Kumm pentru concertele live, înlocuind-o pe Curticăpean la voce.
Pe 28 noiembrie 2013, formația Kumm a lansat un nou videoclip, pentru piesa „One in a Million”, în regia lui Vlad Gliga.
Pe 29 noiembrie, Kumm s-a numărat printre formațiile invitate la evenimentul „9 concerte pentru 9 ani” organizat de Radio Guerrilla cu ocazia celei de-a noua aniversări a postului.
În luna decembrie, Oigăn a lansat primul album al noului său proiect, Moon Museum, printr-un concert la J'ai Bistrot în București.
Pe 6 februarie 2014, Kumm a lansat al șaselea album de studio, intitulat A Mysterious Place Called Somewhere. Concertul de lansare a avut loc la The Tube, în București, și i-a avut ca invitați pe Dan Byron (fostul solist al formației), Luiza Zan, Cristi Csapo (Grimus), Ana-Cristina Leonte și Călina Curticăpean. Concertului din București i-a urmat un turneu de promovare în țară, formația concertând la Timișoara, Oradea, Iași, Brașov și Târgu Mureș. Recenziile au fost pozitive, albumul fiind descris drept „o reafirmare a unei trupe de referință pentru industria muzicală românească”   și „un medicament sonic pentru suflet”.
În aprilie 2014, piesa „Să nu spui nimănui” a beneficiat de o nominalizare la On Air Music Awards, categoria „Cel mai bun indie / rock alternativ”.
Kumm a continuat turneul de promovare al noului album în aprilie și mai, trecând prin Baia Mare și Constanța.
Pe 16 iunie 2014, Kumm a susținut un concert în cadrul Guerrilive Radio Session la Radio Guerrilla, iar pe 30 iunie, a cântat în deschiderea concertului Billy Idol de la Cluj-Napoca, alături de Les Elephants Bizarres și RoadKillSoda.
În toamnă, Oigăn a fost confirmat drept noul basist al formației Robin and the Backstabbers. Între timp, Kumm a continuat concertele prin țară, bifând un concert la Focus Festival (Sibiu) alături de Omul cu Șobolani, Coma și Gojira, și un altul în cadrul Festivalului Internațional de Literatură și Traducere de la Iași.

### AniversareaConfuzz, pauza, revenirea lui Cătălin Mocan (2015-prezent)

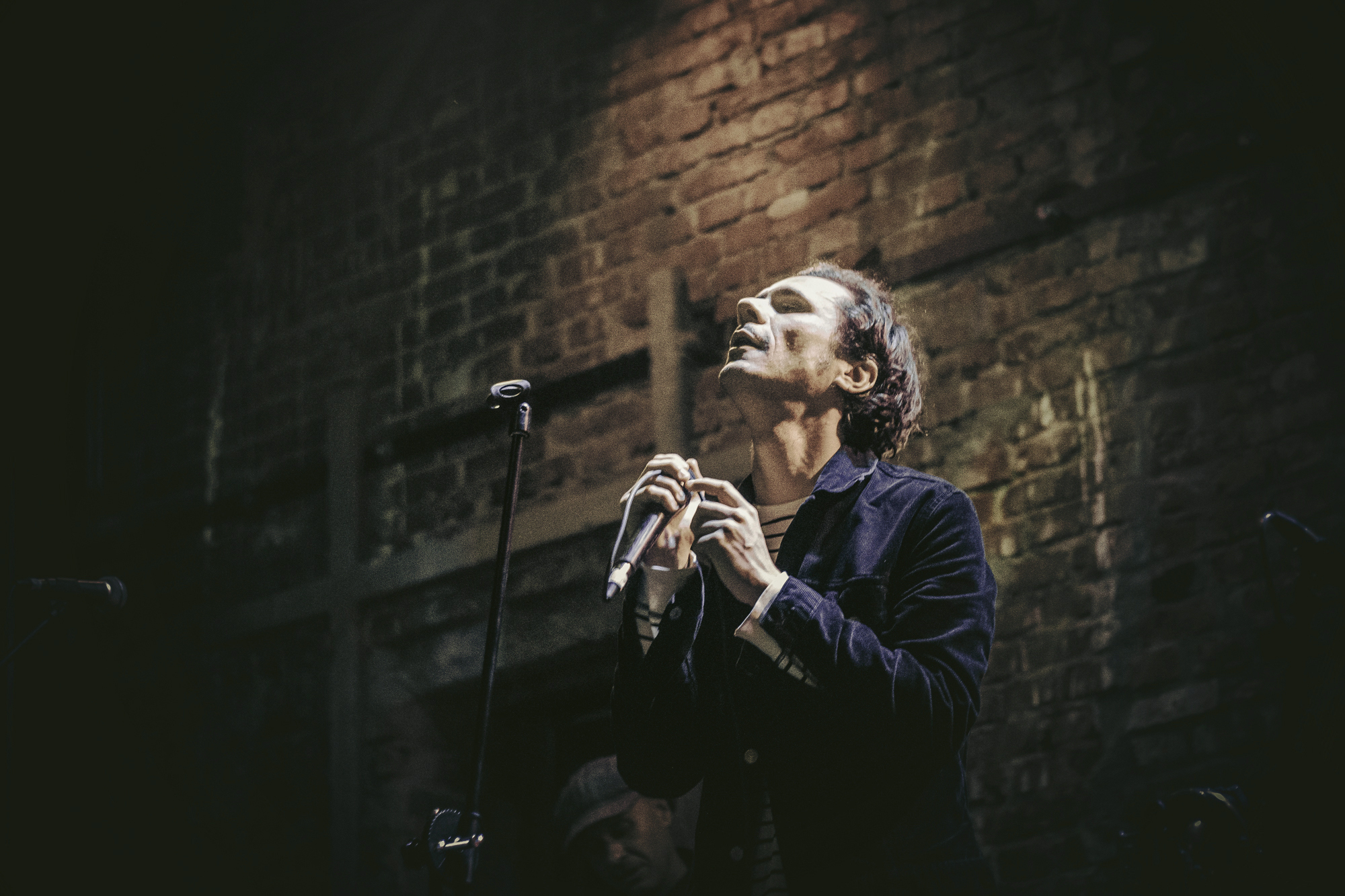
Cătălin Mocan la Caritabil Fest, pe scena clubului Expirat, iunie 2017. Concertul a marcat revenirea sa ca solist după o absență de mai bine de patru ani.

În ianuarie 2015, Kumm a anunțat intenția de a sărbători 150 de luni de la lansarea celui de-al doilea album al lor, Confuzz, printr-un miniturneu național alături de Dan Byron, fostul lor solist în perioada 2001-2005. Turneul a început la finalul lunii ianuarie, continuând în februarie, și a inclus București, Cluj-Napoca, Iași și Galați.
Pe 12 iunie, Kumm a cântat la Arenele Romane, în cadrul Street Delivery Nights, alături de Robin and the Backstabbers și byron. Pe 3 iulie, formația a susținut un concert în cadrul celei de-a cincea ediții a festivalului Rocker's Challenge, în Sasca Română.
Pe 7 august 2015, Kumm a cântat la Grădina cu Filme cu o componență modificată ce îi includea pe Anghel Mailat (Brum) la bas și Tavi Scurtu la tobe în locul lui John Ciurea.
După incendiul din clubul Colectiv, Kumm a postat pe pagina de Facebook un mesaj de condoleanțe și de susținere pentru victime și familiile lor.
Formația a luat pauză de concerte în 2016, cu excepția unui concert la Cluj-Napoca în cadrul Rocking the City.
Pe 1 iunie 2017, Kumm a concertat în cadrul primei ediții Caritabil Fest, un eveniment organizat în beneficiul a trei copii bolnavi de cancer aflați în recuperare. Concertul a marcat revenirea lui Cătălin Mocan la voce după o absență de patru ani, și a lui John Ciurea la tobe.

## Alte proiecte
Atât foștii cât și actualii membri Kumm au avut sau au și alte proiecte muzicale în afară de Kumm. Printre acestea se numără formația Urma, în care cântă Csergö Dominic și Sorin Erhan, și care l-a numărat printre componenți și pe Dan Byron, albumul solo al lui Oigăn, denumit Sex with Onions, proiectul de funk jazz al lui Iordache, care a lansat deja două albume și formația Go to Berlin în care au activat Paul Ballo și Alexandru Miu. Ballo este cunoscut și pentru activitatea în The Amsterdams, și, mai recent, pentru proiectele Hot Casandra și Trouble Is, acesta din urmă cu fostul coleg din Go to Berlin, Matei Țeposu.

## Activitate muzicală

### Albume de studio
- Moonsweat March (2000)
- Confuzz (2002)
- Angels & Clowns (2005)
- Different Parties (2006)
- Far from Telescopes (2009)

Coperta EP-ului „Yellow Fever” al formației Kumm, lansat în decembrie 2003

- A Mysterious Place Called Somewhere (2014)

### EP-uri
- Yellow Fever (2003)

1. „Yellow Fever” - 3:01
2. „Butterflies” - 4:27
3. „Hear Myself” - 3:34
4. „Find a Way to Please You” - 3:30

## Membri

### Membri actuali
- Cătălin Mocan – voce (2005–2013, 2017–prezent)
- Eugen Nuțescu (Oigăn) – chitară, voce, muzicuță (1997–prezent)
- Kovács András – clape (1997–prezent)
- Mihai Iordache – saxofon (2003–prezent)
- Dan Georgescu – bas (2015–2004)
- John Ciurea – tobe (2010–2015, 2017–prezent)

### Foști membri
- Meier Zsolt – saxofon (1997–1999)
- Pap Joco – tobe (1997–2000)
- Petö Zoltán – saxofon (2000–2003)
- Keresztes Levente – bas (2000–2004)
- Dan „Byron” Radu – voce (2001–2005)
- Csergö Dominic – tobe (1999–2009)
- Sorin Erhan – bas (2008–2010)
- Paul Ballo – tobe (2009–2010)
- Alexandru Miu – bas (2010–2011)
- Uțu Pascu – bas (2004–2008, 2011–2014)